# Перикъл Енчев
Перикъл (Перикли) Димитров Енчев е български военен деец, генерал-майор, участник във войните на България в периода (1885 – 1918), командвал 2-ра бригада от 4-та пехотна преславска дивизия по време на Балканските войни (1912 – 1913) и 1-ва маршева бригада и Русенски укрепен пункт по време на Първата световна война (1915 – 1918).

## Биография
Перикъл Енчев е роден на 25 март 1862 г. в Тулча, Османска империя. Според Иов Титоров отбелязано в книгата му „Българите в Бесарабия“, стр. 327 Енчев, Перикли е роден в гр. Мачин (Добруджа).
Син е на иконом поп Енчо Димитров. Брат на Петър Енчев, Димитър, ген. Гаврил Енчев, Теодора Паприкова, Моса Купова. Женен за Олга. Има три дъщери – Надежда, омъжена за Кирил Сеизов, Анна, и Вера и един син – Иван.
Служи в 12-а пехотна дружина, 8-и пехотен приморски полк, Военното училище и 6-и пехотен полк.
По време на Балканската война (1912 – 1913) е командир на 2-ра бригада 4-та пехотна преславска дивизия. Уволнен е от служба през 1913 г.
По време на Първата световна война (1915 – 1918) полковник Енчев е мобилизиран и назначен за командир на 1-ва маршева бригада и на Русенски укрепен пункт. През 1918 г. е произведен в чин генерал-майор.
Генерал-майор Перикъл Енчев умира през март 1941 г. в София.

## Военни звания
- Подпоручик (12 август 1883)
- Поручик (30 август 1885)
- Капитан (1887)
- Майор (14 февруари 1892)
- Подполковник (1899)
- Полковник (1904)
- Генерал-майор (1918)